# Walter Becker (Radsportler)
Walter Becker (* 18. Oktober 1932 in Kaiserslautern; † 7. Juni 2012 in Queidersbach) war ein deutscher Radrennfahrer.

## Sportliche Laufbahn
1952 wurde Walter Becker deutscher Meister der Amateure im Straßenrennen. Dadurch qualifizierte er sich für den Start bei den Olympischen Sommerspielen in Helsinki. Bei dem olympischen Straßenrennen bei großer Hitze lag er zunächst mit den späteren Erst- und Zweitplatzierten an der Spitze des Rennens. Als ihm ein Zuschauer eine Flasche Wasser reichen wollte, stieß er diese Becker versehentlich in den Magen, so dass er zu Fall kam und das Rennen schließlich aufgeben musste. In der Mannschaftswertung kam er mit dem deutschen Team auf den 5. Platz.
1953 wurde Becker deutscher Vize-Meister im Straßenrennen und 1955 im Querfeldeinrennen, ebenfalls 1955 gewann er den Großen Conti-Straßenpreis und wurde Dritter bei Rund um Köln der Amateure. 1954 gewann er die Eintagesrennen Rund um Dortmund und Rund in Berlin und 1956 die Vier-Kantone-Rundfahrt in der Schweiz.

## Erfolge
1952
- Deutscher Amateur-Meister – Straßenrennen

1954
- Rund um Dortmund
- Rund um Spessart und Rhön

1955
- Deutscher Amateur-Meister – Mannschaftszeitfahren (mit Günther Ziegler und Edi Ziegler)

1956
- Vier-Kantone-Rundfahrt